# 海洋公園道

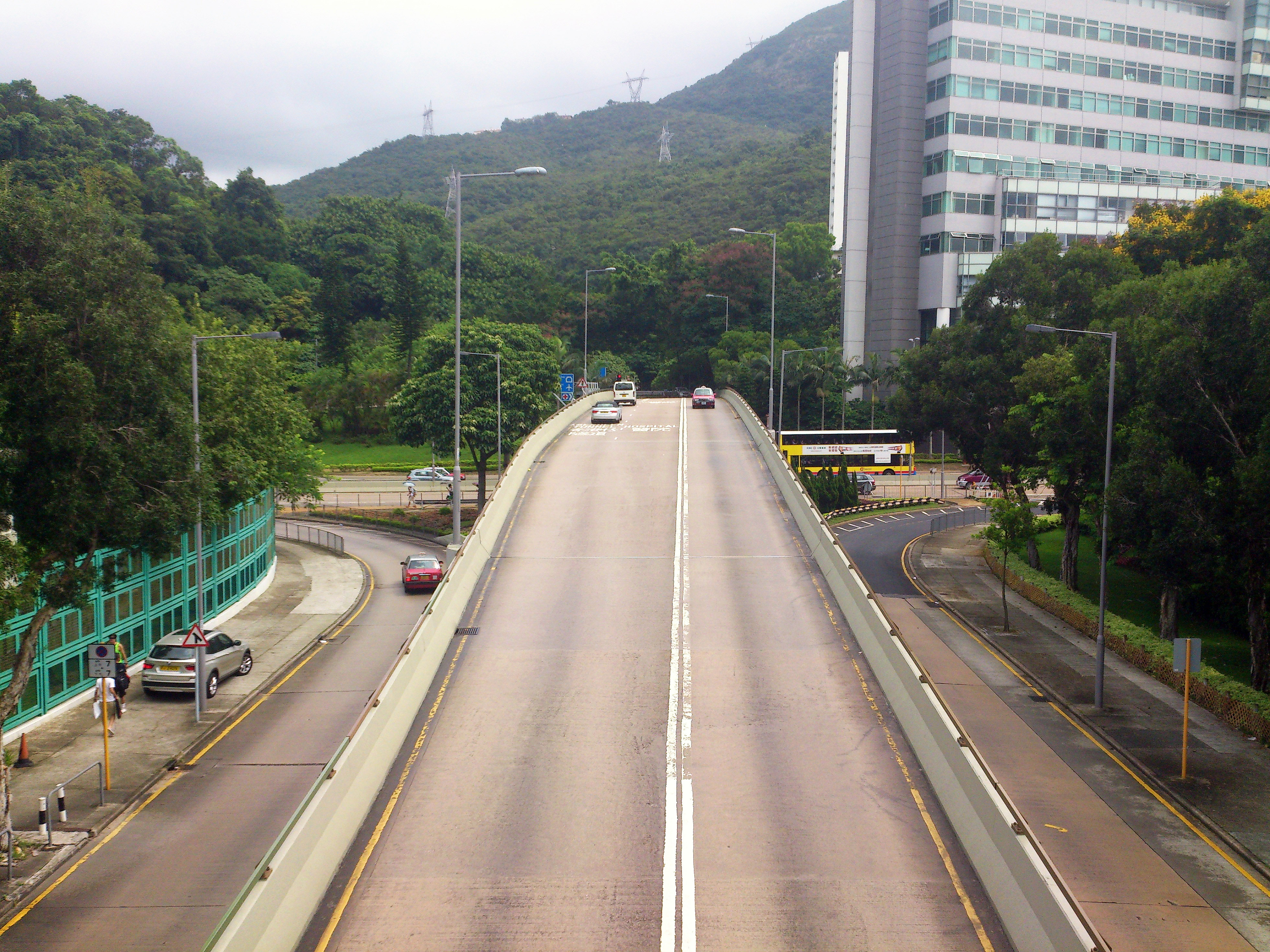
海洋公園道北端

海洋公園道（英語：Ocean Park Road）是香港港島南區的一條道路，位於南朗山以北山腳，以香港海洋公園正門西側的警校道東端為起點，西入黃竹坑香葉道，北至黃竹坑道，並有行車天橋跨越黃竹坑道。

## 歷史
現時的海洋公園道屬於第二代。在1977年至1982年，即香港仔隧道通車前，第一代海洋公園道是在黃竹坑道及南風道交界向南直接到達海洋公園正門。受興建隧道入口的分層交匯處影響，原路段需要廢棄，另建全新道路通往海洋公園正門，第二代海洋公園道於1982年啟用，但延至2012年10月26日方正式刊憲，取代1975年的舊有說明。

## 鄰近
- 香港海洋公園
- 香港警察學院
- 黃竹坑運動場
- 港島南岸住宅 The Southside商場
- 海洋公園站
- 香港醫學專科學院賽馬會大樓
- 葛量洪醫院

## 交匯道路
- 黃竹坑道
- 香葉道